# Elisa Vania Ravololoniaina
Elisa Vania Ravololoniaina, née le 24 février 1992 à Madagascar, est une haltérophile malgache.

## Carrière
Elisa Vania Ravololoniaina est médaillée de bronze aux championnats d'Afrique 2016 dans la catégorie des moins de 63 kg et termine douzième de cette catégorie aux Jeux olympiques de 2016. Elle remporte ensuite la médaille d'or des moins de 63 kg aux championnats d'Afrique 2018.